# زولتسباخ (سار)
شهر زولتسباخ (به آلمانی: Sulzbach) در ایالت زارلند در کشور آلمان واقع شده‌است.